# 마르크 비쇼프베르거
마르크 비쇼프베르거(독일어: Marc Bischofberger, 1991년 1월 26일~)은 스위스의 프리스타일 스키 선수로 주 종목은 스키크로스이다. 2018년 동계 올림픽 스키크로스 종목에서 은메달을 획득했다.